# Gustav Sievers (Künstler)
Johann Wilhelm Gustav Sievers (* 1865 in Almstedt; † 16. Juni 1941 in der Tötungsanstalt Hadamar) war ein deutscher Künstler der Art brut. Er schuf als Patient verschiedener psychiatrischer Anstalten Zeichnungen, die in der Sammlung Prinzhorn überliefert wurden. Als Weber hatte Sievers den Fallschützenwebstuhl erfunden und patentieren lassen. 1900 wurde er, nachdem er zuvor schon aufgrund der Verteilung sozialdemokratischer Schriften und Polizistenbeleidung Haftstrafen verbüßt hatte, als Folge pädophiler Handlungen in die Provinzial Irrenanstalt Lengerich eingewiesen. Bis zu seinem Lebensende verblieb er im Anstaltssystem und wurde in Lüneburg und Göttingen behandelt. 1941 wurde Sievers nach seiner Einstufung als „unheilbar“ in der Tötungsanstalt Hadamar im Rahmen der Aktion T4 von den Nationalsozialisten ermordet.
Die überlieferten künstlerischen Arbeiten Sievers sind Karikaturen und Bildergeschichten im Stil der Neuruppiner Bilderbögen mit meist gesellschaftlichen und politischen Inhalten. In ihnen nahm er unter anderem Bezug auf den wilhelminischen Chauvinismus, den Ersten Weltkrieg sowie den Kolonialismus und vertrat auch antiklerikale Positionen.

## Leben

### Herkunft, beruflicher Werdegang und politische Prägung
Gustav Sievers wurde 1865 in Almstedt geboren. Er stammte aus armen Verhältnissen und besuchte die Volksschule. Im Anschluss arbeitete er in der Kantine des 79. Infanterie-Regiments in Hildesheim. Um sich des dortigen harten, 18-stündigen Arbeitsalltags zu entziehen, wurde er Tapetenjunge und dann im Alter von 16 Jahren Weber in einer Fabrik. Dort begann er sich für Philosophie und Politik zu interessieren. In der Folge begann er sozialdemokratische sowie antiklerikale Positionen zu beziehen und verfasste auch eigene politische Schriften. Sievers galt als ein aufsässiger Kämpfer und wurde mehrmals straffällig: So verbüßte er Haftstrafen wegen der Verbreitung sozialdemokratischer Schriften, Polizistenbeleidigung und Bettelns.
Sievers lebte für sieben Jahre in den Vereinigten Staaten. Dort habe er sich oft in der öffentlichen Bibliothek von Chicago aufgehalten und unter anderem Schriften von Charles Darwin, Immanuel Kant, Alexander von Humboldt und Voltaire gelesen. In dieser Zeit unternahm er auch selbst dichterische Versuche und verfasste zwei Novellen. Sievers kehrte nach Deutschland zu seiner Jugendliebe zurück, mit der er drei Kinder hatte. Als die Ehe der beiden nach einem Jahr endete, unternahm Sievers einen Suizidversuch. Nach der Genesung arbeitete er in Bocholt als Weber, wo er den Fallschützenwebstuhl, der später unter der Nummer 108661 vom Kaiserlichen Patentamt patentiert wurde, erfand.

### Leben in psychiatrischen Anstalten
Im März 1900 wurde Sievers wegen pädophiler Handlungen an einem zwölf- und einem dreijährigen Mädchen auffällig. Nachdem er anfangs die Tat geleugnet hatte, gestand er sie später ein und schrieb sie einer „geistig nicht intakten“ Phase zum Jahresanfang zu, für die er die Zentrumspartei verantwortlich sah. Die Tat habe er aus Angst vor der Einweisung in die Anstalt abgestritten. Am 1. Juni 1900 wies das Königliche Landgericht Münster Sievers dann „zwecks beobachtung seines Geisteszustandes“ in die Provinzial Irrenanstalt Lengerich ein.
Sievers versuchte immer wieder aus der Anstalt zu fliehen, was ihm wiederholt gelang. Im Oktober 1900 wurde er in die Untersuchungshaft zurückgebracht, in der Folge aber aufgrund seiner psychischen Erkrankung freigesprochen und der Polizei übergeben. Im November 1900 wies man ihn aus dem Polizeigewahrsam wegen „Gemeingefährlichkeit“ erneut in die Anstalt ein. Um ihn an der Flucht zu hindern, wurde Sievers dauerhaft „im Bett gehalten“, worauf er mit Suizidandrohung reagierte. Er wurde zuerst auf der Wachstation interniert und ab Januar 1903 auf der Station D für Unruhige behandelt. Auch unter den Bedingungen der Anstaltsverwahrung blieb Sievers seiner sozialdemokratischen Gesinnung treu und schrieb der Redaktion des Vorwärts sowie an August Bebel. Seine Verhöhnung der Kirche wurde von den anderen Patienten der Anstalt als verletzend empfunden. Sievers sah sich durch Freimaurer bedroht, die ihm die Erfindung des Fallschützenwebstuhl geneidet hätten. Freimaurer wären für den Tod seiner Schwester verantwortlich gewesen und hätten auch Versuche unternommen, ihn selbst zu töten. Sievers blieb in der Anstalt ein eifriger Leser, der die Zeitung verlangte und studierte. In seiner Akte wurde vermerkt, dass er „emsig Politik“ betreiben würde und ihn dabei die Braunschweigische Frage besonders interessierte. Er verfasste eine Geheimschrift, wirkte literarisch und zeichnerisch.
Im Oktober 1903 gelang Sievers die erneute Flucht aus der Anstalt. Nachdem er wieder aufgriffen wurde, wurde Sievers in die Heil- und Pflegeanstalt Lüneburg überführt. Auch dort versuchte er zu fliehen und zeigte gewalttätiges Verhalten. So zerschlug er Fensterscheiben, bedrohte Wärter, griff seinen behandelnden Arzt an und plante ein Attentat auf den Direktor der Anstalt. Aufgrund dieses Verhaltens wurde Sievers für über drei Jahre in einer Isolierzelle verwahrt, die er für einige Zeit täglich wechseln musste. Zudem wurde er der Dauerbadtherapie unterzogen. Im Jahr 1909 wurde Sievers in das Landes-Verwahrungshaus Göttingen verlegt, aus dem er im April 1934 wieder – im Austausch gegen einen anderen Patienten – in die Lüneburger Anstalt zurückkehrte. Nun verhielt er sich zunächst ruhig und wurde mit textilen Arbeiten und Hausarbeit beschäftigt. Im Oktober 1934 floh Sievers zu Verwandten in Hannover. Die Anstalt beurlaubte in nachträglich, in der Hoffnung, dass die Angehörigen ihn beaufsichtigen könnten. Nach einem halben Jahr wurde er im Beisein seiner Tochter aus dem Polizeigefängnis in Hannover wieder in die Lüneburger Anstalt überführt. Ihm wurde „Herumtreiben“ sowie das Bedrängen und unsittliche Berühren seiner Großnichte vorgeworfen, weshalb er nun als „Gefahr für die Allgemeinheit“ klassifiziert wurde.

### Künstlerisches Schaffen
In den Anstalten von Lüneburg und Göttingen zeichnete und schrieb er 25 Jahre lang in seiner Zelle. In der Krankenakte Sievers finden sich rund 50 Briefe sowie einige Bilderrätsel und Zeichnungen. In seinen Karikaturen attackierte Sievers den wilhelminischen Chauvinismus und die Kirche.
Nach dem Vorbild der Neuruppiner Bilderbögen schuf Sievers Bildergeschichten, in denen er historische Persönlichkeiten und Militärs aus ihrem Kontext löst und in fantastische Erzählungen verwickelt. Es handelt sich um Bleistiftzeichnungen, die zwischen 1909 und 1919 in Göttingen zudem mit Deckfarben koloriert wurden. Die Blätter sind meist in zwölf Bildfelder aufgeteilt und weisen zudem eine separate Leiste für die Bildunterschriften auf. Die Kommentierung nahm Sievers zuerst in Sütterlin, dann in lateinischer Schrift vor. Einige der Bildergeschichten nummerierte er, so finden sich in fortlaufender Reihe die Geschichten 8 bis 22. In der Patientenakte Sievers’ wurde dazu Folgendes vermerkt: „Hat um Schreibpapier gebeten und zeichnet Neu-Ruppiner Bilderbogen, macht auch den recht abenteuerlichen Text selbst dazu.“ Ein Beispiel für diese Werke ist die Bilderbogenserie unbek. Verhältnisse: No 1. aus dem Jahr 1918. Zu dieser Serie zählt unter anderem das Blatt Der Teufel u. d. deutsche Michel. In dieser Fabel schildert Sievers eine Begegnung des deutschen Michel mit dem Teufel am Tag des Ausbruchs des Ersten Weltkrieges. Dieser schildert dem Teufel, dass die Soldaten von Gott zum Ausheben der Verteidigungsgräben zusammengerufen worden seien. Dann schreiten die beiden die Linien ab und der Teufel rechnet dem Michel vor, welche enorme Zahl von Soldaten benötigt würde und entwickelt die strategische List, mit dem Sturz des Zaren die nötigen Kräfte für die Westfront freizumachen. Sievers griff immer wieder zeithistorische Bezüge auf: So plante er in Drei Bilder zu einem Bogenentwurfe ein Völkerbunddenkmal und bezog sich auf den Spartakusaufstand.
In weiteren Zeichnungen thematisierte er auch den Kolonialismus. So beispielsweise in dem Blatt 1. Bild aus dem bevorstehenden Kriege, das zwischen 1903 und 1909 entstanden ist, die kolonialen Gewaltexzesse. In diesem zeigt er sexuelle Gewalt als Mittel der Kriegsführung, eine genaue zeitliche Einordnung ist jedoch nicht möglich. In zwei langen in den Bildhintergrund führenden Reihen liegen Soldaten zwischen den gespreizten Beinen der Frauen, unter der Aufsicht eines Offizieres. Im linken Hintergrund befinden sich Bäume, an die Personen gefesselt zu sein scheinen, im rechten Häuser. Diese Zeichnung mag im Kontext der langsam einsetzten Kritik am Völkermord an den Herero und Nama durch deutsche Kolonialbeamte und Militärs in Deutsch-Südwestafrika zwischen 1904 und 1908 entstanden sein.
Mehrmals tauchen in Sievers Werken starke, übermächtige Frauenfiguren auf, die selbstbewusst ihre Ziele erreichen. Diese Überlegenheit zeigt sich sowohl physisch wie im Blatt Die Vorsündfluthliche als auch mental wie bei der „Amazona“ im Blatt Der Bischofstanz, die einen Tanz mit dem Bischof im Dom zu Münster erhält. Im Blatt Vorsündfluthliche wirbt Anna, die auf dem Bauernhof ihres Vaters die Arbeitskraft von zwei Männern ersetzt, um ihren Geliebten. Der Außerwählte leistet am Ende bloß das Ja-Wort am Altar aus eigenem Antrieb. Sievers zeigt die Frauen laut Monika Jagfeld als „stämmige Matronen“ mit ausladenden Kurven, die ihren schmalen Partner beim Tanz dominieren oder als moderne Frau auf dem Fahrrad sitzen. Sie deutet dies als Auseinandersetzung Sievers’ mit der Neuen Frau, die ihn zugleich beeindruckt und verunsichert habe.

### Ermordung in der Tötungsanstalt Hadamar
Nach 39 Jahren in den verschiedenen Anstalten war Sievers 1939 im Alter von 74 Jahren gebrochen. So wurde in seiner Akte vermerkt, dass er gleichgültig vor sich hin gelebt, still verhalten und jede Beschäftigung abgelehnt habe. 1941 wurde er als „stumpf, gleichgültig, verschroben“ beschrieben. Dies stand im Gegensatz zum rebellischen und revoltierenden Verhalten, das Sievers für weite Teile seines Lebens ausgezeichnet hat. In der Folge wurde er als „Endzustand“ und „ungeheilt“ in die Zwischenanstalt Herborn verlegt. Am 16. Juni 1941 wurde Sievers in der Tötungsanstalt Hadamar im Rahmen der Aktion T4 von den Nationalsozialisten ermordet.

## Rezeption
In der Sammlung Prinzhorn in Heidelberg sind Werke Sievers aus den Jahren 1903 bis 1909 in Lüneburg und bis 1919 in Göttingen überliefert. Im Rahmen der Untersuchung der Schicksale der psychiatrieerfahrenen Künstler der Sammlung vor dem Hintergrund der Krankenmorde in der Zeit des Nationalsozialismus durch eine interdisziplinären Forschungsgruppe von Mitarbeitenden der Sammlung und historisch forschenden Psychiatern wurde von Monika Jagfeld Gustav Sievers bearbeitet. Auf Basis der Patientenakten und von Sievers verfassten Briefen legte sie einen biografischen Abriss und einen Überblick über sein künstlerisches Schaffen vor. Die Ergebnisse dieser Forschungen wurden im Jahr 2002 im Rahmen der Ausstellung Todesursache: Euthanasie der Öffentlichkeit präsentiert. Die begleitende Publikation wurde im Jahr 2012 in überarbeiteter Form noch einmal aufgelegt.
Im Rahmen des Gedenkens an den Ausbruch des Ersten Weltkriegs vor 100 Jahren wurden 2014 einige der politischen und sozialkritischen Arbeiten von Gustav Sievers in den Ausstellungen Krieg und Wahnsinn. Kunst aus der zivilen Psychiatrie zu Militär und I. Weltkrieg im Militärhistorischen Museum der Bundeswehr in Dresden sowie Uniform und Eigensinn. Militarismus, Weltkrieg und Kunst in der Psychiatrie in der Sammlung Prinzhorn gezeigt und im gemeinsamen Katalog wissenschaftlich kommentiert.